# Bizarre (судно, 1751)
Bizarre («Біза́рр», букв. — «Дивний, Примхливий») — французький 64-гарматний вітрильний лінійний корабель другої половини 18 століття. Судно брало участь у двох великих війнах і було втрачене внаслідок аварії в 1782 році.

## Історія
Побудований за проєктом Франсуа Куломба в 1749-50 рр, спущений на воду у 1751 році. В 1753 році прийнято на службу до лав французького флоту. Судно брало активну участь у Семирічній війні і в Війні за незалежність США. 10 жовтня 1758 року біля берегів Ірландії Bizarre разом з 28-гарматним корветом «Міньйон», атакували англійський торговий конвой. Разом вони захопили 44 торговців, а також супровідний корабель HMS Winchelsea.
У 1777 році Bizarre перебував під командуванням Луї Огюстена де Монтеклерка .
Згодом корабель залучений для американської війни під командуванням капітана Ла Ланделя-Росканвека і призначений до ескадри Сюффрена в Індійському океані. Судно брав участь у битві за Негапатам в 1782 році, хоча не брало там активної участі. Також Bizarre воював у битві при Трінкомалі.
Після битви при Трінкомалі Ла Ландель-Росканвек звільнився і відплив на Маврикій на іншому судні.  Сюффрен, за відсутності досвідчених офіцерів, призначив командиром судна молодого 32-річного лейтенанта Тріуре дю Пенлі, що відзначився своєю сміливістю в попередніх боях.
4 жовтня 1782 року судно сіло на мілину поблизу Куддалора і зазнало невиправних пошкоджень. Командуючого судном, лейтенанта Тріуре дю Пенлі, внаслідок інциденту було звільнено з лав військово-морського флоту Франції.